# اللجنة المركزية للحزب الشيوعي الصيني
اللجنة المركزية للحزب الشيوعي الصيني هي هيئة سياسية تضم كبار قادة الحزب الشيوعي الصيني. وهو يتألف حاليًا من 205 أعضاء كامل العضوية و171 عضوًا مناوبًا (انظر القائمة). يتم انتخاب الأعضاء اسميا مرة كل خمس سنوات من قبل المؤتمر الوطني للحزب الشيوعي الصيني. من الناحية العملية، تتم عملية الاختيار بشكل خاص، عادة من خلال استشارة المكتب السياسي للحزب ولجنته الدائمة المقابلة.
تعد اللجنة المركزية، رسمياً، «أعلى هيئة سلطة للحزب» عندما لا يكون الكونغرس الوطني في جلسة عامة. وبحسب دستور الحزب، فإنه مخول سلطة انتخاب الأمين العام وأعضاء المكتب السياسي ولجنته الدائمة، وكذلك اللجنة العسكرية المركزية. يؤيد تشكيل الأمانة العامة واللجنة المركزية لفحص الانضباط. كما يشرف على عمل الأجهزة الوطنية التنفيذية المختلفة للحزب.
تجتمع اللجنة عادة مرة واحدة على الأقل في السنة في جلسة عامة («الجلسة الكاملة»)، وتعمل كمنتدى أعلى لمناقشة قضايا السياسات ذات الصلة. لكن اللجنة تعمل على مبدأ المركزية الديمقراطية. أي، بمجرد اتخاذ القرار، يتحدث الجسم بأكمله بصوت واحد. لقد اختلف دور اللجنة المركزية عبر التاريخ. في حين أنها تمارس السلطة بشكل عام من خلال الإجراءات الرسمية المحددة في دستور الحزب، فإن قدرتها على التأثير على نتائج قرارات الموظفين على المستوى الوطني محدودة، حيث أن هذه الوظيفة بشكل عام ، تم تنفيذها من قبل المكتب السياسي وشيوخ الحزب المتقاعدين الذين الاحتفاظ بالنفوذ. ومع ذلك، تعمل الجلسات العامة للجنة المركزية كأماكن يتم من خلالها مناقشة السياسة وضبطها ونشرها علنًا في شكل «قرارات» أو «قرارات».
عادة ما تفتح الجلسات العامة للجنة المركزية وتغلق في قاعة الولائم الحكومية بقاعة الشعب الكبرى، مع عقد اجتماعات العمل للجلسة الكاملة في فندق Jingxi الذي يديره الجيش في بكين. 

## الوظيفة
وفقا لدستور الحزب الشيوعي الصيني، فإن اللجنة المركزية مكلفة «بتنفيذ قرارات المؤتمر الوطني، وقيادة عمل الحزب، وتمثيل الحزب على الصعيد الدولي». وبالتالي، تعد اللجنة المركزية من الناحية الفنية «أعلى هيئة سلطة للحزب» عندما لا يكون الكونغرس الوطني منعقدًا. يعقد المؤتمر الوطني مرة واحدة فقط كل خمس سنوات ، لذلك يمكن دعوة اللجنة المركزية في غضون ذلك لاتخاذ قرارات بعيدة المدى للغاية، أو على الأقل إضفاء الشرعية على تغيير في الاتجاه الذي يأذن به المكتب السياسي أو قادة الأحزاب الأخرى. يجب أيضًا أن تعقد اللجنة المركزية نظريًا للإعداد لمؤتمر وطني ؛ على سبيل المثال ، لتحديد التواريخ ، واختيار المندوب ، وجدول الأعمال ، وما إلى ذلك.
تتمتع اللجنة المركزية بسلطة انتخاب الأمين العام وأعضاء المكتب السياسي ولجنته الدائمة واللجنة العسكرية المركزية. تجرى هذه الانتخابات في شكل أصوات تأكيدية. أي أن هناك مرشح واحد فقط، يمكن للمندوب أن يختار التصويت لهذا المرشح أو ضده أو الامتناع عنه. في بعض الحالات، قد يُسمح للمرشحين بالكتابة أيضًا. من الناحية العملية، بالنسبة للمناصب الهامة مثل الأمين العام أو اللجنة الدائمة للمكتب السياسي، لا توجد مناسبة معروفة منذ عام 1949 حيث صوتت اللجنة المركزية ضد مرشح تم فحصه بالفعل من قبل قيادة الحزب العليا مسبقًا.
كما تؤكد اللجنة المركزية عضوية الأمانة، وهي الجهاز المسؤول عن تنفيذ سياسة الحزب، والتي يتم تحديد عضويتها من خلال الترشيح من قبل المكتب السياسي. تشرف اللجنة المركزية على عمل العديد من المنظمات الوطنية القوية للحزب، بما في ذلك دوائر الدعاية، والتنظيم، والاتصال الدولي، وإدارة عمل الجبهة المتحدة، وغيرها.